# 密苞毛兰
密苞毛兰（学名：Eria conferta）为兰科毛兰属下的一个种。

## 扩展阅读
- 維基物種上的相關：密苞毛兰